# Bay Area Figuration
Die Bay Area Figuration war eine um die Mitte des 20. Jahrhunderts von den Künstlern der San Francisco Figurative School (alternativ auch: Bay Area Figurative School oder Bay Area Figurative Movement) vertretene figürliche Stilrichtung in Malerei und Bildhauerei.
Anfang der 1950er Jahre von einer kleinen Gruppe von Lehrenden und Absolventen der California School of Fine Arts (CSFA) entwickelt, wird die Bay Area Figuration häufig als ein Gegenentwurf zum damals auch an den Kunstschulen der kalifornischen Bay Area vorherrschenden Abstrakten Expressionismus begriffen.
Insbesondere die unmittelbare Konkurrenzsituation zwischen zwei Unterrichtenden an der CSFA scheint die Herausbildung des neuen Stils befeuert und beschleunigt zu haben: David Park (1911–1960) – er gilt als Vorreiter und treibende Kraft hinter der Entstehung der Bay Area Figuration – vertrat an der traditionsreichen Kunstschule das Lager der Neo-Figurativen, Clyfford Still, der 1946 aus New York an die Westküste gewechselt war, das Lager der Abstrakten. 
Park hatte bereits Ende der 1940er Jahre erste Versuche der Etablierung eines innovativen figürlichen Malstils an der CSFA unternommen und stellte im März 1950 im Rahmen des San Francisco Art Association Spring Annual erstmals öffentlichkeitswirksam figurative Arbeiten aus. Sein Schüler Richard Diebenkorn und Elmer Bischoff (1916–1991), ein Kollege an der CSFA, folgten Parks Beispiel als Erste, wenn auch zögerlich und in erheblichem zeitlichem Abstand. Sie werden wie auch Rex Ashlock (1918–1999), Raimonds Staprans (* 1926), Wayne Thiebaud, James Weeks (1922–1998) und Glenn Wessels (1895–1982) der Gründungsgeneration des Bay Area Figurative Movement zugerechnet. 
Auf diese erste Generation folgten in kurzen Abständen die sogenannte Bridge Generation, der unter anderem Theophilus Brown (1919–2012), Nathan Oliveira (1928–2010) und Paul Wonner (1920–2008) angehörten, sowie eine zweite Generation bereits deutlich jüngerer Bay Area Figuratives, darunter die Malerin Joan Brown und der Bildhauer Manuel Neri (1930–2021). Die Weitervermittlung des Stils erfolgte nun auch an anderen kalifornischen Kunstschulen, unter anderem am California College of the Arts und an der University of California in Berkeley.
Insbesondere das Aufkommen der Pop-Art ließ das gegen Ende der 1950er Jahre zaghaft aufkeimende Interesse des US-amerikanischen Kunstbetriebs an der Bay Area Figuration – markiert von einer im Jahr 1957 vom Oakland Museum of California ausgerichteten Gruppenausstellung – wieder rasch abflauen. Das Bay Area Figurative Movement teilte somit das Schicksal vergleichbarer Kollektive in Europa (School of London, Realistas de Madrid etc.), deren Schaffen zu den Hochzeiten aktuellerer Strömungen wie Abstraktem Expressionismus, Tachismus, Konzeptkunst und Pop-Art vom Kunstbetrieb weitgehend ignoriert und erst im Zuge der Rehabilitierung figürlicher Malerei in den 1980er und 1990er Jahren entsprechend gewürdigt wurde. 

## Ausstellungen (Auswahl)
- 1957: Contemporary Bay Area Figurative Painting, Oakland Museum of California[3]
- 2000: The Lighter Side of Bay Area Figuration, Kemper Museum of Contemporary Art, Kansas City, MO[4]
- 2006: The Collection in Context: Bay Area Figurative Art, Rosa Center for Contemporary Art, Carneros Hwy, Napa, CA[5]
- 2006: Bay Area Figurative 1950s and 1960s, Bolinas CA, Bolinas Museum[6]
- 2024: Third Generation: The Bay Area Figurative Movement Today, SCA, Sausalito, CA[7]